# Ермолкино (Вышневолоцкий район)
Ермолкино (карел. Jormookina) — деревня в Вышневолоцком городском округе Тверской области.

## География
Находится в центральной части Тверской области на расстоянии приблизительно 24 км по прямой на восток-северо-восток от города Вышний Волочёк.

## История
По местным данным, деревня известна с XVI века. Была отмечена на карте 1825 года. В 1859 году здесь (деревня Вышневолоцкого уезда) было учтено 19 дворов. До 2019 года входила в состав ныне упразднённого Дятловского сельского поселения Вышневолоцкого муниципального района.

## Население
Численность населения составляла 148 человек (1859 год), 26 (русские 100 %) в 2002 году, 22 в 2010.